# 청양 화정사 범종
청양 화정사 범종(靑陽 和鼎寺 梵鐘)은 대한민국 충청남도 청양군 화정사에 있는 범종이다. 2009년 1월 20일 충청남도 유형문화재 제200호로 지정되었다.

## 개요
충남 청양군 남양면 신왕리 262-4번지에 위치한 화정사에 소장된 범종으로 고려후기 범종의 전형적인 조형양식을 따르고 있다. 크기는 높이265mm, 구경150mm로 소형범종이다. 종신은 고려후기종의 독특한 조형요소인 입상대를 갖추었으며 그 아래로 상대, 유곽, 종뉴, 보살상, 당좌, 하대 등을 빠짐없이 갖추고 있다. 화정사 범종은 소형종임에도 불구하고 용뉴의 모습이 생동적이고, 입상대장식이 아름답다.

## 참고 자료
- 청양 화정사 범종 - 국가유산청 국가유산포털